# Melanophryniscus fulvoguttatus
Melanophryniscus fulvoguttatus é uma espécie de anfíbio da família Bufonidae. Pode ser encontrada no Paraguai, Brasil e Argentina.